# Sáo đất mày trắng
Geokichla sibirica là một loài chim trong họ Turdidae.

## Tham khảo

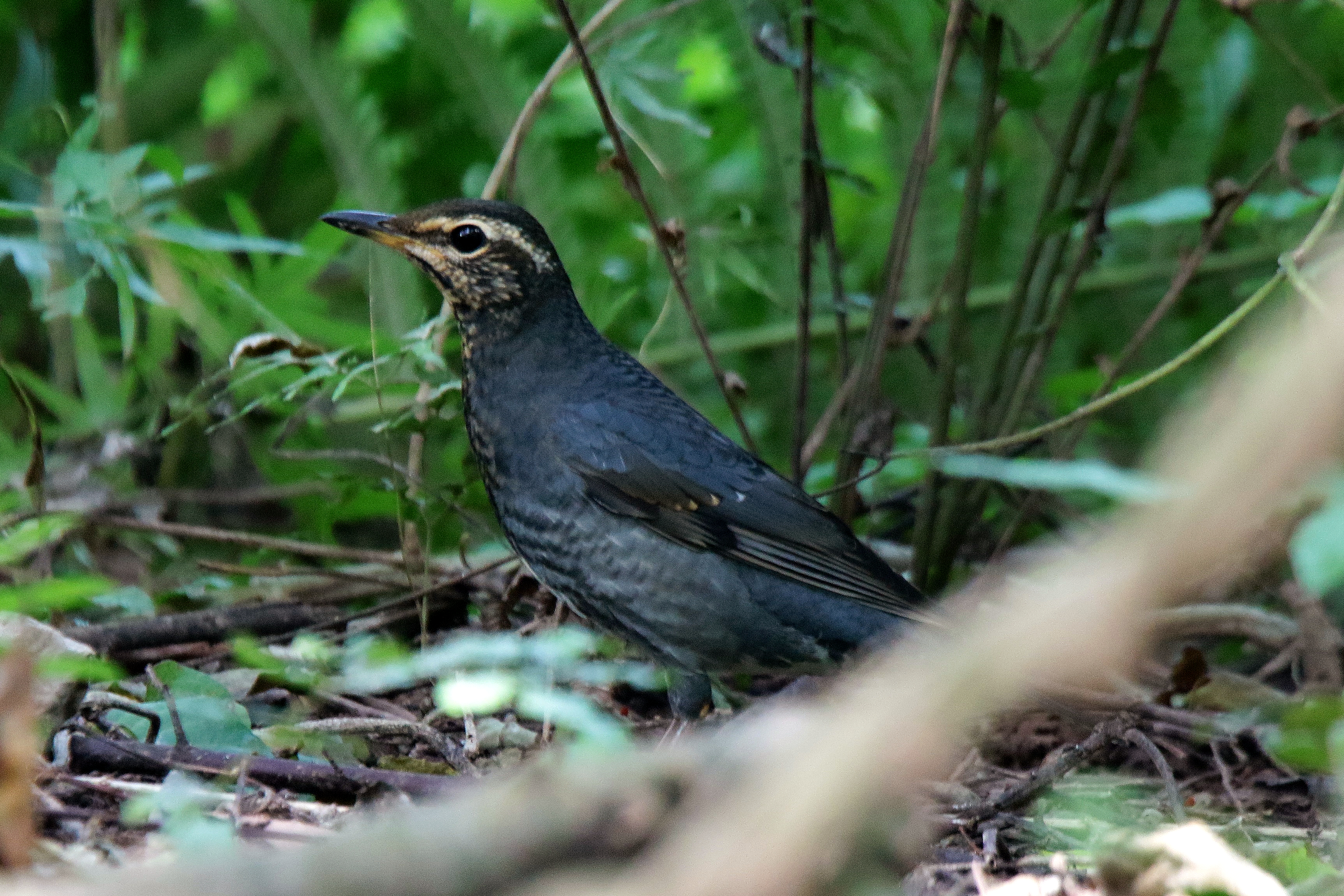
Hoét Sibêri hay Sáo đất mày trắng

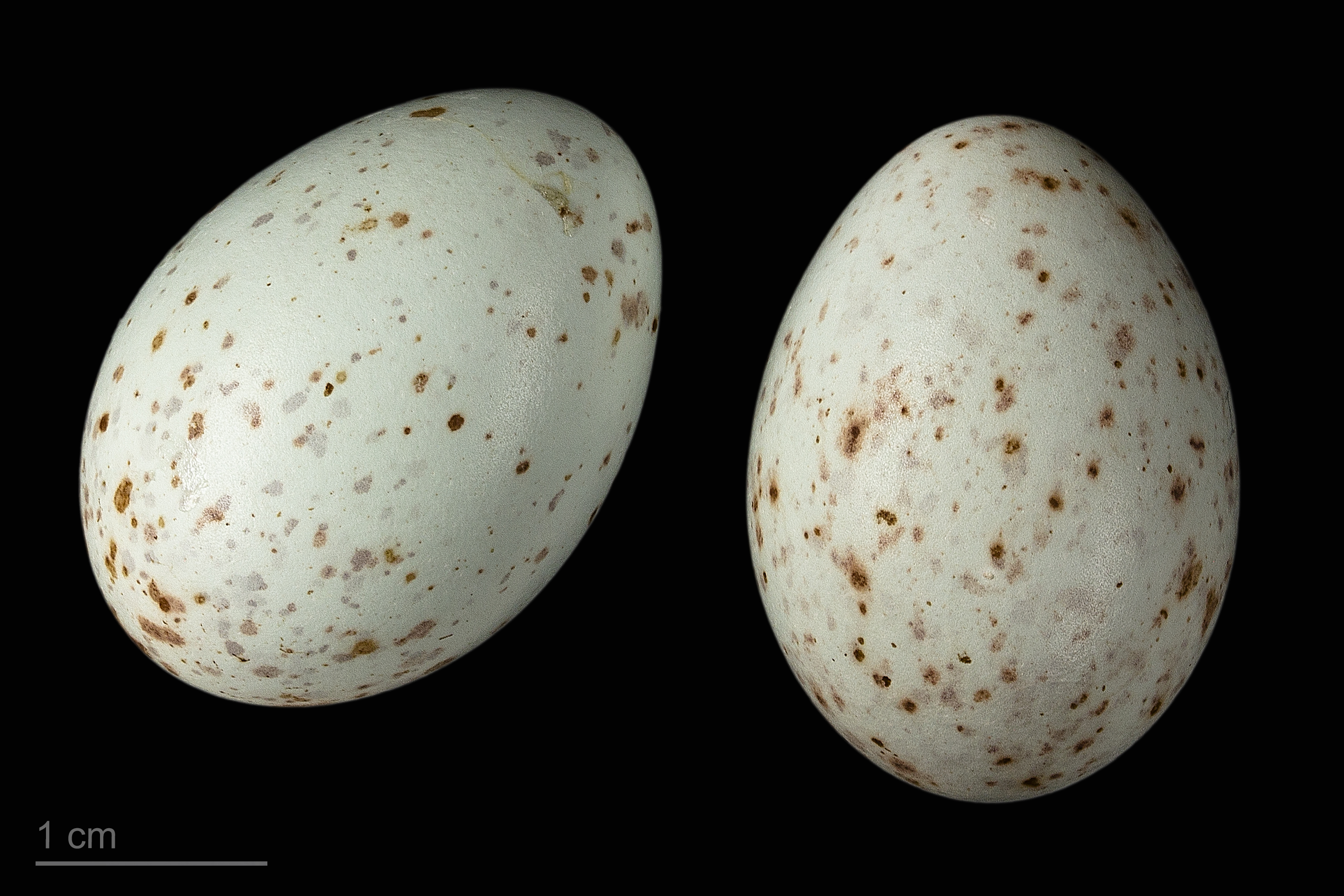
Geokichla sibirica davisoni